# 4304 Ґейченко
4304 Ґейченко (4304 Geichenko) — астероїд головного поясу, відкритий 27 вересня 1973 року.
Тіссеранів параметр щодо Юпітера — 3,478.